# Munkaerőhiány
A munkaerőhiány az a munkaerő-piaci jelenség, amikor a rendelkezésre álló munkahelyek betöltése a kevés számú munkavállaló miatt nem valósítható meg. Mértéke a különböző gazdasági ágazatokban eltérő lehet, ugyanakkor súlyosabb esetben általánossá válhat a gazdaság több szektorában is. Előidéző okai lehetnek például a népességfogyás, a gazdaságilag aktív korú munkavállalók külföldre történő kivándorlása, illetve országon belüli elvándorlása, valamint az, hogy az oktatási rendszer nem képes megfelelő számú szakembert kibocsátani. A munkaerőhiány akár komolyabb mértékben is hátráltathatja egy vállalat működőképességét, illetve ronthatja a cégek gazdasági teljesítőképességét. Amennyiben a munkaerőhiány kiterjedtebbé válik az akár egy ország, vagy régió gazdasági életére is súlyos következményekkel járhat. A munkaerőhiány visszavetheti a termelést, csökkentheti a vállalkozások beruházási kedvét, sőt legrosszabb esetben vállalkozásokat tehet tönkre, vagy bírhat rá telephelyeik bezárására, elköltöztetésére. Megoldást jelenthet a problémára a képzési rendszer átalakítása, a béremelések, a munkakörülmények javítása, illetve a munkavállalók megtartására ösztönző vállalati ösztönzőeszközök színvonalának emelése, illetve külföldi munkaerő munkavállalási lehetőségeinek javítása. A munkaerőhiány összességében véve a gazdaság számára potenciális veszélyforrás, amely gyengíti az adott gazdaság növekedési kilátásait és negatívan befolyásolja annak mind belföldi, mind pedig külföldi megítélését.

## Munkaerőhiány Magyarországon
Hazánk 2004-es Európai Uniós csatlakozása óta és különösen a 2011-es munkaerőpiaci nyitást követően több mint 600 ezer magyar (legtöbben a magasan képzett, pályakezdő fiatal felnőttek korosztályából) hagyta el az országot és telepedett le gazdasági bevándorlóként valamelyik nyugat-európai országban.
A folyamatot elősegítette, hogy hazánkban a munkavállalók fizetései nem csupán a nyugat-európai bér színvonaltól, hanem még a környező országok többségének bérszínvonalától is egyre inkább lemaradt a csatlakozás óta eltelt évek alatt. A munkavállalók folyamatosan nővekvő arányban kezdték el felismerni azt, hogy ugyanazért a munkáért más országokban, illetve más országrészekben magasabb fizetést kaphatnak, valamint az életszínvonal is eltér. A megfelelően képzett és létszámban is rendelkezésre álló munkaerő hiánya az ország és a vállalkozások versenyképességét veszélyezteti.
2016-ban a nettó átlagjövedelem Szlovákiában 709 euró, Lengyelországban 723 euró, Csehországban 793 euró, Ausztriában 2009 euró volt havonta, míg ugyanez Magyarországon a közfoglalkoztatásban részt vevők nélkül 584 euró, azaz 181 200 forint.
Ennek felismerése, illetve a szabad munkaerőpiac az Európai Unión belül jelentős munkaerő-veszteséget okozott az országnak. A 2010-es évek közepére egyre inkább nyilvánvalóvá vált az, hogy nem csupán egyetlen ágazatban jelentkezik a munkaerőhiány, hanem a magyar gazdaság ágazatai között egyre szélesebb körben és egyre nagyobb mértékben jelentkezik a szakképzett munkaerő hiánya.
A munkaerő hiányának okai között továbbá a demográfiai folyamatok kedvezőtlen alakulása is szerepet játszik. A Rákosi-korszakban született népességtöbblet a 2010-es évektől kezdődően lép ki az aktív munkavállalók köréből, miközben a korábbi évtizedek alacsony születésszáma miatt közel 100 000 fővel kevesebb munkavállaló lép be a munkaerőpiacra. Az oktatási rendszer nem a piaci szükségletek alapján kialakított képzési megoszlása szintén jelentős mértékben hozzájárul ahhoz, hogy a különböző ágazatokba nem jut el megfelelő számú képzett munkaerő.
2016-ban az ipari vállalatok mintegy 70 százaléka munkaerőhiánnyal küzdött, ami különösen a szakképzett munkaerő hiányát jelentette. Az ipar és szolgáltatási szektor számos területén nincs megfelelő munkavállalói létszám, így többek között a mezőgazdaságban, a vendéglátás terén, az informatikában, a mérnökök között, a szolgáltatások, illetve az idénymunkák terén sincs elegendő létszámú munkavállaló. A vállalatok számára az építőiparban már a cégek 42 százaléka, illetve a szolgáltatási szektorban is a cégek harmada számára gondot okozott a munkaerő hiánya. Megoldásként felmerült, hogy a közfoglalkoztatásban részt vevők egy részének, illetve a költségvetési ágazatokban dolgozók egy részének átképzése, valamint bizonyos mennyiségű külföldi munkavállaló alkalmazására is szükség lehet.
2016 közepén hazánkban az iparban 17 834 munkahelyre kerestek munkavállalókat, főleg a feldolgozóipar területén (17 142 hely). Ezen kívül 2016 harmadik negyedévében az egészségügyi és szociális ellátás terén 6 818 főt, az adminisztráció terén 5 201 főt, a kereskedelemben 4 844 főt, a közigazgatásban 3 921 főt, az oktatás terén 3 729 főt, szállítás, raktározás terén 3 146 főt, információ technológia terén 2 879 főt, tudományos tevékenység terén 2 531 főt, az építőiparban 2 176 főt, a vendéglátás terén 1894 főt, pénzügyi területen 1171 főt, egyéb szolgáltatás területén 584 főt, a mezőgazdaságban 505 főt, művészet, szórakozás terén 359 főt, ingatlanügyletek terén 280 főt tudtak volna foglalkoztatni.
2016 decemberében már 89 759 üresen álló álláshely volt hazánkban.

## Reakciók
A vállalatok többféle módon reagálnak a munkaerőhiányra. Részben a munkások felvételét könnyítik meg, például a felvételi kritériumok csökkentésével, továbbá béremelésekkel igyekeznek megtartani a már meglévő munkavállalói réteget, illetve ösztönözni az új alkalmazottak jelentkezését. A munkahelyi körülmények javításával, a munkavállalók igényeihez való rugalmasabb alkalmazkodással szintén a dolgozók megtartását kívánják elérni a cégek.
Az Aldi hűségpénzt ad azon dolgozóinak, akik hosszabb távon a cégnél maradnak. A dolgozók fizetésébe építik be a plusz juttatást.